# Domenico Bianchini
Domenico Bianchini, también conocido como Bianchini veneziano, il Rossetto o il Rosso (el pelirrojo, debido al color de sus cabellos), (Údine, 1510 - Venecia, 1576), fue un lutista y compositor italiano.
Bianchini pertenecía a una familia de musivaristas y como tal trabajó desde 1537, interviniendo en la Basílica de San Marcos de Venecia del 1540 al 1576; Anton Francesco Doni y Girolamo Parabosco atestiguan su participación como lutista en un concierto en el 1544 junto a dos cantantes, un flautista, due violistas, due cornetistas, un clavicembalista y un violinista.
Se reeditó en 1554 y 1563 un libro escrito por él en Venecia en 1546 dedicado a los "Señores Mercaderes . . . . Allemani", pertenecientes al Fondaco de los Alemanes para los que Tedeschi había trabajado; otras doce hojas de este compositor se insertaron en una antología a cargo del lutista Hans Gerle y publicado en Noruega en 1552.